# Slalomeuropamästerskapen i kanotsport 2000
Slalomeuropamästerskapen i kanotsport 2000 anordnades den 24-25 juni i Mezzana, Italien. 

## Medaljsummering

### Medaljtabell
| Pl.    | Nation    | Guld | Silver | Brons | Totalt |
| ------ | --------- | ---- | ------ | ----- | ------ |
| 1      | Slovakien | 3    | 1      | 0     | 4      |
| 2      | Italien   | 2    | 0      | 0     | 2      |
| 3      | Tjeckien  | 1    | 2      | 2     | 5      |
| 4      | Frankrike | 1    | 2      | 1     | 4      |
| 5      | Tyskland  | 0    | 1      | 1     | 2      |
| 6      | Slovenien | 0    | 1      | 0     | 1      |
| 7      | Spanien   | 0    | 0      | 1     | 1      |
| 7      | Polen     | 0    | 0      | 1     | 1      |
| 7      | Schweiz   | 0    | 0      | 1     | 1      |
| Totalt | Totalt    | 7    | 7      | 7     | 21     |

### Herrar
| Gren                          | Guld                                                                                      | Poäng  | Silver                                                                                               | Poäng  | Brons                                                                                                   | Poäng  |
| C-1                           | Tony Estanguet (FRA)                                                                      | 226,90 | Juraj Minčík (SVK)                                                                                   | 227,47 | Lukáš Pollert (CZE)                                                                                     | 228,07 |
| C-1 lag                       | Slovakien Michal Martikán Dušan Ovčarík Juraj Minčík                                      | 130,09 | Tjeckien Přemysl Vlk Lukáš Pollert Tomáš Indruch                                                     | 133,43 | Spanien Jordi Sangrá Gibert Jon Ergüín Jordi Domenjó                                                    | 134,22 |
| C-2                           | Slovakien Pavol Hochschorner Peter Hochschorner                                           | 233,96 | Frankrike Frank Adisson Wilfrid Forgues                                                              | 235,39 | Polen Krzysztof Kołomański Michał Staniszewski                                                          | 235,85 |
| C-2 lag (inte officiell gren) | Tyskland Kai Walter & Frank Henze Kay Simon & Robby Simon Andre Ehrenberg & Michael Senft | 139,00 | Slovakien Pavol Hochschorner & Peter Hochschorner Roman Štrba & Roman Vajs Ľuboš Šoška & Peter Šoška | 139,18 | Tjeckien Jaroslav Volf & Ondřej Štěpánek Jaroslav Pospíšil & Jaroslav Pollert Marek Jiras & Tomáš Máder | 140,03 |
| K-1                           | Pierpaolo Ferrazzi (ITA)                                                                  | 216,13 | Thomas Becker (GER)                                                                                  | 216,44 | Laurent Burtz (FRA)                                                                                     | 217,09 |
| K-1 lag                       | Italien Pierpaolo Ferrazzi Enrico Lazzarotto Matteo Pontarollo                            | 122,77 | Slovenien Miha Terdič Dejan Kralj Fedja Marušič                                                      | 122,81 | Schweiz Mathias Röthenmund Michael Kurt Beat Mosimann                                                   | 124,50 |

### Damer
| Gren    | Guld                                                          | Poäng  | Silver                                                        | Poäng  | Brons                                        | Poäng  |
| K-1     | Štěpánka Hilgertová (CZE)                                     | 236,83 | Brigitte Guibal (FRA)                                         | 237,65 | Irena Pavelková (CZE)                        | 238,93 |
| K-1 lag | Slovakien Elena Kaliská Gabriela Stacherová Gabriela Brosková | 140,91 | Tjeckien Marcela Sadilová Štěpánka Hilgertová Irena Pavelková | 141,30 | Tyskland Mandy Planert Evi Huss Susanne Hirt | 142,55 |